# Offenbacher Fußball-Club Kickers 1901 2000-2001
Questa voce raccoglie le informazioni riguardanti il Offenbacher Fußball-Club Kickers 1901 nelle competizioni ufficiali della stagione 2000-2001.

## Stagione
Nella stagione 2000-2001 il Kickers Offenbach, allenato da Peter Neururer, Dragoslav Stepanović, Knut Hahn, Wilfried Kohls, Dieter Müller e Ramon Berndroth, concluse il campionato di Regionalliga sud al 10º posto. In Coppa di Germania il Kickers Offenbach fu eliminato al primo turno dal Kaiserslautern.

## Rosa
| N. |                     | Ruolo | Calciatore         |
| -- | ------------------- | ----- | ------------------ |
| 1  | Germania (bandiera) | P     | René Keffel        |
| 2  | Germania (bandiera) | C     | Matthias Dworschak |
| 3  | Germania (bandiera) | D     | Manfred Binz       |
| 4  | Germania (bandiera) | D     | Michael Köpper     |
| 5  | Germania (bandiera) | D     | Stefan Dolzer      |
| 6  | Germania (bandiera) | C     | Patrick Dama       |
| 7  | Germania (bandiera) | C     | Lars Schmidt       |
| 8  | Germania (bandiera) | A     | Thomas Brendel     |
| 9  | Germania (bandiera) | A     | Matthias Becker    |
| 10 | Germania (bandiera) | C     | Oliver Speth       |
| 11 | Germania (bandiera) | C     | Frank Mager        |
| 13 | Germania (bandiera) | A     | Patrick Würll      |
| 14 | Germania (bandiera) | D     | Michael Bodnar     |
| 15 | Germania (bandiera) | C     | Florian Sohler     |
| 16 | Germania (bandiera) | C     | Stefan Ertl        |

| N. |                      | Ruolo | Calciatore       |
| -- | -------------------- | ----- | ---------------- |
| 17 | Germania (bandiera)  | C     | Tom Stohn        |
| 18 | Turchia (bandiera)   | A     | Nazir Saridogan  |
| 19 | Germania (bandiera)  | A     | Tobias Schindler |
| 20 | Italia (bandiera)    | C     | Angelo Barletta  |
| 21 | Brasile (bandiera)   | P     | César Thier      |
| 22 | Germania (bandiera)  | D     | Dietmar Roth     |
| 23 | Germania (bandiera)  | C     | Patrick Glöckner |
| 24 | Italia (bandiera)    | D     | Dario Fossi      |
| 25 | Brasile (bandiera)   | A     | Machado          |
| 26 | Giordania (bandiera) | C     | Akram Abdel-Haq  |
| 27 | Germania (bandiera)  | C     | Daniel Mingrone  |
| 28 | Germania (bandiera)  | D     | Lars Meyer       |
| 29 | Germania (bandiera)  | C     | Günther Maier    |
| 30 | Germania (bandiera)  | D     | Andrew Sarfo     |
| 32 | Marocco (bandiera)   | A     | Rafik Taijjou    |

## Organigramma societario
Area tecnica
- Allenatore: Ramon Berndroth
- Allenatore in seconda:
- Preparatore dei portieri:
- Preparatori atletici:
- Analisi video:

## Calciomercato

### Sessione estiva
| Acquisti | Acquisti         | Acquisti             | Acquisti |
| R.       | Nome             | da                   | Modalità |
| -------- | ---------------- | -------------------- | -------- |
| P        | César Thier      | Borussia Fulda       |          |
| C        | Daniel Graf      | Fortuna Colonia      |          |
| A        | Machado          | Magonza              |          |
| A        | Nazir Saridogan  | Wehen Wiesbaden      |          |
| A        | Tobias Schindler | Kickers Offenbach II |          |
| A        | Patrick Würll    | Bayern Monaco II     |          |

| Cessioni | Cessioni           | Cessioni            | Cessioni |
| R.       | Nome               | a                   | Modalità |
| -------- | ------------------ | ------------------- | -------- |
| C        | Daniel Graf        | Karlsruhe           |          |
| D        | Dubravko Kolinger  | St. Pauli           |          |
| C        | Zeno Bundea        | Rapid Bucarest      |          |
| P        | Goran Ćurko        | Arminia Bielefeld   |          |
| A        | Holger Gaißmayer   | LR Ahlen            |          |
| A        | Li Bing            | S. Guancheng        |          |
| A        | Giuseppe Messinese | Vikt. Aschaffenburg |          |
| P        | Thorsten Rohrbach  | BFC Dynamo          |          |
| A        | Ion Vlădoiu        | FCSB                |          |

### Sessione invernale
| Acquisti | Acquisti        | Acquisti       | Acquisti |
| R.       | Nome            | da             | Modalità |
| -------- | --------------- | -------------- | -------- |
| C        | Angelo Barletta | SG 01 Hoechst  |          |
| A        | Thomas Brendel  | Monaco 1860 II |          |

| Cessioni | Cessioni     | Cessioni | Cessioni |
| R.       | Nome         | a        | Modalità |
| -------- | ------------ | -------- | -------- |
| C        | Stefan Simon | LR Ahlen |          |

## Risultati

### Regionalliga

#### Girone di andata
| Arbitro: | Greipl |

|                                |           |                             |
| Kolinger 43’ (aut.) Keller 90’ | Marcatori | 51’ Saridogan 80’ Schindler |

| Arbitro: | Perl |

|  |           |                |
|  | Marcatori | 89’ Hebestreit |

| Arbitro: | Raquet |

|                               |           |                               |
| Di Salvo 5’, 80’ Banaczek 86’ | Marcatori | 35’ Schindler 58’ (rig.) Dama |

| Arbitro: | Palilla |

|  |           |                    |
|  | Marcatori | 44’ Petry 88’ Rank |

| Arbitro: | Albrecht |

|  |           |          |
|  | Marcatori | 60’ Dama |

| Arbitro: | Wack |

|                               |           |              |
| Saridogan 10’, 75’ Dolzer 72’ | Marcatori | 58’ Barlecaj |

| Arbitro: | Sahler |

|  |           |                      |
|  | Marcatori | 45’ Hein 82’ Karagöz |

| Arbitro: | Schiffner |

|  |           |           |
|  | Marcatori | 52’ Simon |

| Arbitro: | Ortola-Knopp |

|               |           |                              |
| Saridogan 80’ | Marcatori | 51’ Melunovic 85’ Bunzenthal |

| Jena 30 settembre 2000, ore 14:00 CEST 10ª giornata | Carl Zeiss Jena | 0 – 0 referto | Kickers Offenbach | Ernst-Abbe-Sportfeld (3 120 spett.)\| Arbitro: \| Haupt \| |
| Arbitro:                                            | Haupt           |               |                   |                                                            |

| Arbitro: | Maier |

|                            |           |                        |
| Saridogan 3’ Dworschak 45’ | Marcatori | 21’ (rig.), 80’ Jonjić |

| Arbitro: | Lippus |

|                        |           |                                   |
| Fuchs 12’ Twellman 52’ | Marcatori | 44’ (rig.) Saridogan 74’ Kolinger |

| Offenbach am Main 20 ottobre 2000, ore 19:30 CEST 13ª giornata | Kickers Offenbach | 0 – 0 referto | Karlsruhe | Stadion am Bieberer Berg (8 500 spett.)\| Arbitro: \| Berg \| |
| Arbitro:                                                       | Berg              |               |           |                                                               |

| Arbitro: | Sippel |

|                                    |           |                      |
| Czakon 51’ Gibson 72’ Corvalan 81’ | Marcatori | 41’ (rig.) Saridogan |

| Arbitro: | Fleischer |

|          |           |                     |
| Ertl 56’ | Marcatori | 46’ Hoop 71’ Juškić |

| Arbitro: | Gruse |

|                                                   |           |  |
| Richter 4’ Oslislo 43’, 60’ Hampl 52’ Lützler 72’ | Marcatori |  |

| Arbitro: | Wezel |

|  |           |             |
|  | Marcatori | 26’ Seufert |

#### Girone di ritorno
| Arbitro: | Greipl |

|          |           |  |
| Ertl 36’ | Marcatori |  |

| Arbitro: | Brych |

|                                     |           |  |
| Tews 46’ Němec 88’ Maier 90’ (aut.) | Marcatori |  |

| Arbitro: | Raquet |

|               |           |            |
| Saridogan 45’ | Marcatori | 27’ Diarra |

| Arbitro: | Bielmeier |

|  |           |                                    |
|  | Marcatori | 39’ Würll 45’ Dworschak 70’ Becker |

| Arbitro: | Friedrichs |

|           |           |             |
| Würll 90’ | Marcatori | 48’ Kurányi |

| Arbitro: | Kiefer |

|              |           |              |
| Knackmuß 40’ | Marcatori | 7’ Dworschak |

| Arbitro: | Bauer |

|  |           |           |
|  | Marcatori | 75’ Würll |

| Arbitro: | Brych |

|            |           |              |
| Becker 61’ | Marcatori | 4’ Coulibaly |

| Arbitro: | Maier |

|             |           |                    |
| Gisinger 1’ | Marcatori | 34’ Ertl 72’ Würll |

| Arbitro: | Stark |

|                                       |           |           |
| Binz 16’ Würll 21’, 59’ Schindler 81’ | Marcatori | 23’ Mason |

| Arbitro: | Berg |

|  |           |           |
|  | Marcatori | 48’ Würll |

| Arbitro: | Walz |

|                            |           |                |
| Becker 58’ Dama 89’ (rig.) | Marcatori | 40’, 87’ Aygün |

| Arbitro: | Lange |

|                      |           |  |
| Heinzen 10’ Graf 85’ | Marcatori |  |

| Arbitro: | Frey |

|  |           |              |
|  | Marcatori | 88’ Corvalan |

| Arbitro: | Sippel |

|  |           |           |
|  | Marcatori | 54’ Würll |

| Offenbach am Main 23 maggio 2001, ore 18:30 CEST 33ª giornata | Kickers Offenbach | 0 – 0 referto | Wacker Burghausen | Stadion am Bieberer Berg (8 000 spett.)\| Arbitro: \| Kiefer \| |
| Arbitro:                                                      | Kiefer            |               |                   |                                                                 |

| Arbitro: | Raquet |

|            |           |                                   |
| Fersch 76’ | Marcatori | 35’, 50’ Dworschak 43’, 70’ Würll |

### Coppa di Germania
| Arbitro: | Fandel |

|  |           |                                                 |
|  | Marcatori | 38’ Ramzy 41’ Lokvenc 53’ Pettersson 76’ Basler |

## Statistiche

### Statistiche di squadra
| Competizione      | Punti | In casa | In casa | In casa | In casa | In casa | In casa | In trasferta | In trasferta | In trasferta | In trasferta | In trasferta | In trasferta | Totale | Totale | Totale | Totale | Totale | Totale | DR |
| Competizione      | Punti | G       | V       | N       | P       | Gf      | Gs      | G            | V            | N            | P            | Gf           | Gs           | G      | V      | N      | P      | Gf     | Gs     | DR |
| ----------------- | ----- | ------- | ------- | ------- | ------- | ------- | ------- | ------------ | ------------ | ------------ | ------------ | ------------ | ------------ | ------ | ------ | ------ | ------ | ------ | ------ | -- |
| Regionalliga sud  | 44    | 17      | 3       | 7       | 7       | 17      | 20      | 17           | 8            | 4            | 5            | 22           | 23           | 34     | 11     | 11     | 12     | 39     | 43     | -4 |
| Coppa di Germania | -     | 1       | 0       | 0       | 1       | 0       | 4       | 0            | 0            | 0            | 0            | 0            | 0            | 1      | 0      | 0      | 1      | 0      | 4      | -4 |
| Totale            | 44    | 18      | 3       | 7       | 8       | 17      | 24      | 17           | 8            | 4            | 5            | 22           | 23           | 35     | 11     | 11     | 13     | 39     | 47     | -8 |

### Andamento in campionato
| Giornata  | 1 | 2  | 3  | 4  | 5  | 6  | 7  | 8  | 9  | 10 | 11 | 12 | 13 | 14 | 15 | 16 | 17 | 18 | 19 | 20 | 21 | 22 | 23 | 24 | 25 | 26 | 27 | 28 | 29 | 30 | 31 | 32 | 33 | 34 |
| --------- | - | -- | -- | -- | -- | -- | -- | -- | -- | -- | -- | -- | -- | -- | -- | -- | -- | -- | -- | -- | -- | -- | -- | -- | -- | -- | -- | -- | -- | -- | -- | -- | -- | -- |
| Luogo     | T | C  | T  | C  | T  | C  | C  | T  | C  | T  | C  | T  | C  | T  | C  | T  | C  | C  | T  | C  | T  | C  | T  | T  | C  | T  | C  | T  | C  | T  | C  | T  | C  | T  |
| Risultato | N | P  | P  | P  | V  | V  | P  | V  | P  | N  | N  | N  | N  | P  | P  | P  | P  | V  | P  | N  | V  | N  | N  | V  | N  | V  | V  | V  | N  | P  | P  | V  | N  | V  |
| Posizione | 8 | 14 | 17 | 18 | 16 | 11 | 14 | 11 | 13 | 12 | 12 | 11 | 12 | 15 | 16 | 18 | 18 | 17 | 18 | 18 | 16 | 16 | 15 | 15 | 16 | 14 | 12 | 9  | 11 | 13 | 14 | 13 | 13 | 10 |

Legenda:

Luogo: C = Casa; T = Trasferta. Risultato: V = Vittoria; N = Pareggio; P = Sconfitta.

### Statistiche dei giocatori
| Giocatore    | Regionalliga sud | Regionalliga sud | Regionalliga sud | Regionalliga sud | Coppa di Germania | Coppa di Germania | Coppa di Germania | Coppa di Germania | Totale   | Totale | Totale      | Totale     |
| Giocatore    | Presenze         | Reti             | Ammonizioni      | Espulsioni       | Presenze          | Reti              | Ammonizioni       | Espulsioni        | Presenze | Reti   | Ammonizioni | Espulsioni |
| ------------ | ---------------- | ---------------- | ---------------- | ---------------- | ----------------- | ----------------- | ----------------- | ----------------- | -------- | ------ | ----------- | ---------- |
| A. Abdel-Haq | 0                | 0                | 0                | 0                | 0                 | 0                 | 0                 | 0                 | 0        | 0      | 0           | 0          |
| A. Barletta  | 13               | 0                | 2                | 0                | 0                 | 0                 | 0                 | 0                 | 13       | 0      | 2           | 0          |
| M. Becker    | 23               | 3                | 1                | 0                | 1                 | 0                 | 0                 | 0                 | 24       | 3      | 1           | 0          |
| M. Binz      | 16               | 1                | 2                | 1                | 1                 | 0                 | 1                 | 0                 | 17       | 1      | 3           | 1          |
| M. Bodnar    | 0                | 0                | 0                | 0                | 0                 | 0                 | 0                 | 0                 | 0        | 0      | 0           | 0          |
| T. Brendel   | 10               | 0                | 0                | 0                | 0                 | 0                 | 0                 | 0                 | 10       | 0      | 0           | 0          |
| P. Dama      | 29               | 3                | 13               | 0                | 1                 | 0                 | 0                 | 0                 | 30       | 3      | 13          | 0          |
| S. Dolzer    | 33               | 1                | 7                | 0                | 1                 | 0                 | 0                 | 0                 | 34       | 1      | 7           | 0          |
| M. Dworschak | 30               | 5                | 1                | 0                | 0                 | 0                 | 0                 | 0                 | 30       | 5      | 1           | 0          |
| S. Ertl      | 25               | 3                | 3                | 1                | 1                 | 0                 | 0                 | 0                 | 26       | 3      | 3           | 1          |
| D. Fossi     | 8                | 0                | 0                | 0                | 0                 | 0                 | 0                 | 0                 | 8        | 0      | 0           | 0          |
| P. Glöckner  | 14               | 0                | 1                | 0                | 0                 | 0                 | 0                 | 0                 | 14       | 0      | 1           | 0          |
| D. Graf      | 3                | 0                | 0                | 0                | 0                 | 0                 | 0                 | 0                 | 3        | 0      | 0           | 0          |
| R. Keffel    | 1                | 0                | 0                | 0                | 0                 | 0                 | 0                 | 0                 | 1        | 0      | 0           | 0          |
| D. Kolinger  | 14               | 1                | 3                | 0                | 1                 | 0                 | 0                 | 0                 | 15       | 1      | 3           | 0          |
| M. Köpper    | 24               | 0                | 7                | 0                | 0                 | 0                 | 0                 | 0                 | 24       | 0      | 7           | 0          |
| M. Machado   | 18               | 0                | 0                | 0                | 1                 | 0                 | 0                 | 0                 | 19       | 0      | 0           | 0          |
| F. Mager     | 1                | 0                | 0                | 0                | 0                 | 0                 | 0                 | 0                 | 1        | 0      | 0           | 0          |
| G. Maier     | 23               | 0                | 5                | 1                | 1                 | 0                 | 0                 | 0                 | 24       | 0      | 5           | 1          |
| L. Meyer     | 8                | 0                | 0                | 0                | 0                 | 0                 | 0                 | 0                 | 8        | 0      | 0           | 0          |
| D. Mingrone  | 2                | 0                | 1                | 0                | 0                 | 0                 | 0                 | 0                 | 2        | 0      | 1           | 0          |
| D. Roth      | 9                | 0                | 2                | 0                | 1                 | 0                 | 0                 | 0                 | 10       | 0      | 2           | 0          |
| A. Sarfo     | 3                | 0                | 1                | 0                | 0                 | 0                 | 0                 | 0                 | 3        | 0      | 1           | 0          |
| N. Saridogan | 19               | 8                | 4                | 1                | 1                 | 0                 | 0                 | 0                 | 20       | 8      | 4           | 1          |
| T. Schindler | 22               | 3                | 1                | 0                | 1                 | 0                 | 0                 | 0                 | 23       | 3      | 1           | 0          |
| L. Schmidt   | 12               | 0                | 5                | 0                | 1                 | 0                 | 0                 | 0                 | 13       | 0      | 5           | 0          |
| S. Simon     | 14               | 1                | 1                | 0                | 1                 | 0                 | 0                 | 0                 | 15       | 1      | 1           | 0          |
| F. Sohler    | 2                | 0                | 0                | 0                | 0                 | 0                 | 0                 | 0                 | 2        | 0      | 0           | 0          |
| O. Speth     | 17               | 0                | 3                | 0                | 0                 | 0                 | 0                 | 0                 | 17       | 0      | 3           | 0          |
| T. Stohn     | 13               | 0                | 0                | 2                | 0                 | 0                 | 0                 | 0                 | 13       | 0      | 0           | 2          |
| R. Taijjou   | 1                | 0                | 0                | 0                | 0                 | 0                 | 0                 | 0                 | 1        | 0      | 0           | 0          |
| C. Thier     | 33               | 0                | 2                | 0                | 1                 | 0                 | 0                 | 0                 | 34       | 0      | 2           | 0          |
| P. Würll     | 24               | 10               | 0                | 0                | 0                 | 0                 | 0                 | 0                 | 24       | 10     | 0           | 0          |